# École de médecine navale de Toulon
L'École de médecine navale de Toulon est une école d'anatomie et de chirurgie navale fondée à Toulon en 1725,,, par le ministre de la Marine, le comte de Maurepas, pour former les médecins, les chirurgiens et les apothicaires de la Marine royale.

## L'évolution de l'institution
Après la réunion du corps des galères à celui des vaisseaux par l’ordonnance du 27 septembre 1748, toutes les galères de Marseille sont ramenées à Toulon : l'arrivée d'une partie de la chiourme de Marseille, composée de 4 000 forçats, au bagne de Toulon offre aux futurs médecins et chirurgiens des possibilités nouvelles de soins et de pratique. L'école profite aussi de la proximité de l'hôpital maritime de Saint-Mandrier créé dès 1674 et utilisé de façon intermittente.
En 1785, l'école est dotée d'un jardin botanique alors que celui de Rochefort a déjà été inauguré le 30 décembre 1741 et celui de Brest en 1768.
À partir du décret du 1er octobre 1883 sur la réforme des études médicales, l'École principale du service de santé de la Marine (EPSSM) est créée le 22 juillet 1890 à Bordeaux : elle deviendra l'École du service de santé des armées de Bordeaux.
L'école toulonnaise, à l'instar de Brest et de Rochefort, devient alors jusqu'en 1963 pour les médecins, et 1964 pour les pharmaciens, école préparatoire au concours d'admission à l'EPSSM, c'est-à-dire qu'elle assure la première année des études médicales et pharmaceutiques et préparent au concours d'entrée de Bordeaux.
À partir de 1993, seule l'École du service de santé des armées de Bordeaux pratique le cursus entier des études. Puis le 1er juillet 2011 cette dernière ferme : sa mission est reprise par l'École de santé des armées (ESA) créée sur le site de l'École du service de santé des armées de Lyon-Bron.
En 1959 est créé à Toulon, l'Institut de médecine navale du service de santé des armées qui, appuyé sur l'Hôpital d'instruction des armées Sainte-Anne de Toulon initialement créé en 1910 et réadapté en 1966, spécialise les jeunes médecins sortis des Écoles du Service de santé des armées.